# Хрестителеве
Хрести́телеве (до 1872 р. — Довга) — село в Україні, у Золотоніському районі Черкаської області. Входить до складу Чорнобаївської селищної громади. У селі мешкає приблизно 1217 людей.
На території села знаходиться бібліотека та амбулаторія сімейної медицини, братська могила радянських військових, що загинули в боях за село, а також Обеліск слави землякам, які полягли в роки Другої Світової Війни.

## Історія
Село відоме з другої чверті XVIII ст. За козаччини село Хрестителеве входила до складу Кропивнянської сотні Переяславського полку.
Село у 1779 році мало церкву Різдва св. Іоанна Предтечі.
З ліквідацією сотенного устрою на Лівобережній Україні село перейшло до складу Хорольсьського повіту Київського намісництва
За описом Київського намісництва 1781 року в селі Хрестителеве було 190 хат. За описом 1787 року в селі проживало 764 душі. Було у володінні таємного радника Неплюєва.
Хрестителеве є на мапі 1800 року.
У XIX ст. Хрестителеве було у складі Богодухівської волості Золотоніського повіту Полтавської губернії.
За даними різних джерел у селі під час голодомору 1932—1933 років загинуло близько 32 осіб.
435 жителів села брали участь у Другій світовій війні, з них 368 загинули. За мужність і героїзм, виявлені на фронтах, орденами і медалями СРСР нагороджені 53 чоловіка, серед них звання Героя Радянського Союзу удостоєний Б. Я. Скитиба. В селі споруджено два пам’ятники радянським воїнам, а також пам’ятник активісту С. І. Соломці, який загинув від рук "куркулів" у роки колективізації.
28 грудня 2003 року було поставлено хрест і освячено місце під будівництво нової церкви. 19 вересня 2004 року відбулося богослужіння з приводу закладки першого каменя на будівництва церкви Святого Іоанна Хрестителя.
Відкриття й освячення церкви відбулося 14 вересня 2010.

## Населення

### Мовний склад
Рідна мова населення за даними перепису 2001 року:
| Мова       | Чисельність, осіб | Доля     |
| ---------- | ----------------- | -------- |
| Українська | 1 199             | 98,52 %  |
| Інше       | 18                | 1,48 %   |
| Разом      | 1 217             | 100,00 % |

## Спорт
24 травня 2008 у Городищі відбувся обласний фінал традиційних щорічних змагань «Найспортивніше село Черкащини», де переможцями стала команда села Хрестителеве.
У Золотоноші 12 вересня 2009 на центральному районному стадіоні «Колос» відбулися фінальні обласні змагання «Найспортивніше село Черкащини-2009», де команда села посіла 3 місце.
Найспортивнішим селом Черкащини 2010 року стало село Хрестителеве за результатом фінальних змагань, які відбулися в Шполі.
10 вересня 2011 команда села виборола 3 місце у спортивних змаганнях «Найспортивніше село Черкащини 2011», які відбулися у Кам'янці.
8 вересня 2012 на центральному стадіоні Катеринополя пройшов фінал змагань «Найспортивніше село Черкащини 2012», де переможцем стала команда з Хрестителеве.
7 вересня 2013 на стадіоні с. Руська Поляна пройшов фінал змагань «Найспортивніше село Черкащини 2013», де спортсмени с. Хрестителеве посіли третє місце.
23 серпня 2015 в Чорнобаях відбувся обласний фінал змагань «Найспортивніше село Черкащини 2015», на яких перемогу отримала команда з Хрестителеве. Того ж року 25-27 вересня у Немішаєвому (Київська область) відбулись фінальні спортивні змагання «Краще село України — 2015», де команда села посіла ІІІ місце.
9 вересня 2017 в Городищі відбулося фінальне змагання «Найспортивніше село Черкащини — 2017», де команда з Хрестителеве здобула перемогу
8 вересня 2018 року на змаганнях «Найспортивніше село Черкащини — 2018» команда з Хрестителеве здобула чергову перемогу.
У 2019 на змаганнях «Найспортивніше село Черкащини — 2019» команда села посіла друге місце.
| Змагання                    | 2010                          | 2013                          | 2017                    | 2018                     | 2019                     |
| --------------------------- | ----------------------------- | ----------------------------- | ----------------------- | ------------------------ | ------------------------ |
| Армспорт                    |                               | Герасименко Сергій (до 70 кг) |                         |                          |                          |
| Армспорт                    |                               | Різник Олександр (до 90 кг)   | Дядик Андрій (до 90 кг) | Данник Андрій (до 90 кг) | Данник Андрій (до 90 кг) |
| Армспорт                    | Качур Валентин (90+ кг)       | Качур Валентин (90+ кг)       |                         | Науменко Роман (90+ кг)  | Данілов Олег (90+ кг)    |
| Гирьовий спорт              | Герасименко Сергій (до 65 кг) |                               | Сударик Олександр       | Сударик Олександр        | Близнюк Олег             |
| Гирьовий спорт              | Ремезов Роман (до 75 кг)      | Герасименко Сергій (до 75 кг) | Сударик Олександр       | Сударик Олександр        | Близнюк Олег             |
| Гирьовий спорт              | Данник Андрій (до 90 кг)      | Шепель Олег (до 90 кг)        | Сударик Олександр       | Сударик Олександр        | Близнюк Олег             |
| Гирьовий спорт              | Сударик Олександр (90+ кг)    | Данник Андрій (90+ кг)        | Сударик Олександр       | Сударик Олександр        | Близнюк Олег             |
| Настільний теніс (жінки)    | Дода Анастасія                | Зубко Анастасія               | Бурган Ярина            | Заруба Дарина            |                          |
| Настільний теніс (чоловіки) |                               | Мунька Микола                 |                         |                          | Шедлаускас Альгідрас     |
| Перетягування канату        | Команда                       | Команда                       | Команда                 | Команда                  | Команда                  |
| Міні-футбол                 |                               |                               | Команда                 | Команда                  | Команда                  |
| Шашки (жінки)               |                               |                               |                         |                          | Авраменко Раїса          |
| Шашки (чоловіки)            |                               |                               |                         | Кожушний Михайло         | Кошужшний Михайло        |
| Крос на 500 м               | Пащина Тетяна                 |                               |                         |                          |                          |

|  | 1 місце |
|  | 2 місце |
|  | 3 місце |

## Відомі люди
У селі народилися:
- Грасько Олександр Григорович — солдат Збройних Сил України, учасник російсько-української війни, який загинув під час російського вторгнення в Україну.
- Рутківський Володимир Григорович (1937—2011) — поет, прозаїк, дитячий письменник, журналіст, лауреат Шевченківської премії 2012 року;
- Скитиба Борис Якович (1913—1976) — Герой Радянського Союзу;
- Сударик Олександр Миколайович (1960 р.н.) — український спортсмен з гирьового спорту, член збірної України з гирьового спорту серед ветеранів.
- Демиденко Григорій Григорович[21] (1940 р.н.) — вчений, доктор історичних наук, професор, Заслужений професор Національного юридичного університету ім. Ярослава Мудрого[22], гол. спеціаліст НДІ держ. будівництва та місцевого самоврядування Нац. академії правових наук України. Автор 36 книг, виданих у Москві, Братиславі, Києві, Харкові. Серед них — «Історія вчень про право і державу», «Думи і шляхи Тараса», «Великий князь Русі Ярослав Мудрий», «Суд над Сократом», «Пам'ятки права Київської Русі (Х-ХІІІ ст.): тексти, переклади, коментарі» та ін. Лауреат Премії імені Ярослава Мудрого. Нагороджений почесним орденом Ярослава Мудрого ІІІ, ІІ ступеня.